# Sam Jones III
Sam L. Jones III. (29. duben 1983, Boston, Massachusetts, USA) je americký herec. Je synem basketbalového hráče Sama Jonese II. Nejznámější je jeho role Petea Rosse v seriálu Smallville, který ale po ukončení třetí série opustil, vrátil se do jedné epizody v roce 2008. Hrál také třeba v seriálech Pohotovost, Sedmé nebe nebo Kriminálka Las Vegas a ve filmech Cesta za vítězstvím a Na jeden večer.

## Filmografie
| Rok       | Název                                     | Role                     | Poznámky                                              |
| --------- | ----------------------------------------- | ------------------------ | ----------------------------------------------------- |
| 1999      | Policie New York                          | Jerome Banks             | díl: „I Have a Dream“                                 |
| 1999      | The Parent 'Hood                          | host na svatbě           | díl: „Wedding Bells Blues“                            |
| 1999      | Konečně zazvonilo, nová třída             | Jeff                     | díl: „Show Me the Money“                              |
| 1999      | Pensacola - Zlatá křídla                  | Earvin 'Magic' Schneider | díl: „Havárie“                                        |
| 1999      | Soudkyně Amy                              | Robert Chetwind          | díl: „Near Death Experience“                          |
| 2000      | Modrý Pacifik                             | Ricky Davis              | díl: „A Thousand Words“                               |
| 2000-2001 | Kriminálka Las Vegas                      | James Moore              | díly: „Únosce a nalezená“ a „Komplexní hodnocení“     |
| 2001      | Snipes                                    | Erik                     |                                                       |
| 2001-2008 | Smallville                                | Pete Ross                | hlavní role (1.–3. řada), host (7. řada), 68 dílů     |
| 2002      | ZigZag                                    | Louis 'ZigZag' Fletcher  |                                                       |
| 2002      | Noční můry                                | Russell                  | díly: „Camp Nowhere: Part 1“ a „Camp Nowhere: Part 2" |
| 2003      | Advokáti                                  | Troy Ezekiel             | díl: „Capitol Crimes“                                 |
| 2004      | Smallville: Chloe Chronicles              | Pete Ross                | 4 díly                                                |
| 2005-2009 | Pohotovost                                | Chaz Pratt               | vedlejší role (11.–15. řada), 16 dílů                 |
| 2006      | Cesta za vítězstvím                       | Willie Worsley           |                                                       |
| 2006      | Sedmé nebe                                | Alex                     | díl: „Co způsobil Martin Luther King?“                |
| 2006      | Na jeden večer                            | Brandon Williams         | TV film                                               |
| 2006      | Země zatracených                          | Billy Marsh              |                                                       |
| 2007      | Sběratelé kostí                           | Tyler Neville            | díl: „Stážistka ve spalovně“                          |
| 2008      | Army Wives                                | Jake                     | díl: „Mothers & Wives“                                |
| 2009      | Safe Harbor                               | Billy                    | TV film                                               |
| 2010      | Borci z Blue Mountain State               | Craig Shilo              | hlavní role (1. řada), 13 dílů                        |
| 2010      | Krews                                     | Wishbone                 |                                                       |
| 2010      | Obhájci                                   | Mason                    | díl: „Nevada v. Carter“                               |
| 2016      | Blue Mountain State: The Rise of Thadland | Craig Shilo              |                                                       |
| 2018      | All Light Will End                        | Adam                     |                                                       |